# جو كاستيجليون
جو كاستيجليون (بالإنجليزية: Joe Castiglione) هو محاضر ومعلق رياضي ومقدم برامج إذاعية أمريكي، ولد في 2 مارس 1947.

## وصلات خارجية
- جو كاستيجليون على موقع IMDb (الإنجليزية)